# Gråbrun höstmal
Gråbrun höstmal, Ypsolopha chazariella är en fjärilsart som först beskrevs av Josef Johann Mann 1866.  Gråbrun höstmal ingår i släktet Ypsolopha, och familjen höstmalar, Ypsolophidae. Gråbrun höstmal är reproducerande i Finland och enligt rödlistan i landet är arten livskraftig, LC i Finland. Arten påträffades i Sverige första gången 2021, i Södermanland. Den har sedan dess hittats årligen på ett fåtal platser i Södermanland och Uppland. Den är ännu inte bedömd efter svenska rödlistekriterier.